# Luftseilbahn Schwägalp–Säntis
| Luftseilbahn Schwägalp–Säntis | Luftseilbahn Schwägalp–Säntis          |
| ----------------------------- | -------------------------------------- |
| Bergstation und Sender Säntis |                                        |
| Land:                         | Schweiz, Kanton Appenzell Ausserrhoden |
| Kanton:                       | Kanton Appenzell Ausserrhoden          |
| Gemeinde:                     | Hundwil                                |
| Talstation:                   | Schwägalp: 1350,50 m                   |
| Bergstation:                  | Säntis: 2472,98 m                      |
| Höhenunterschied:             | 1122,48 m                              |
| Steigung durchschnittlich:    | 55,87 %                                |
| Steigung maximal:             | 90,4 %                                 |
| Fahrzeit:                     | 10 Minuten                             |
| Baujahr:                      | 1933                                   |
| Neubau:                       | 1968                                   |
| Modernisierung:               | 2000                                   |
| Passagier/Jahr:               | 435'000 (2018)                         |
| Website:                      | Säntis-Schwebebahn AG                  |

Die Luftseilbahn Schwägalp-Säntis (LSS), betrieben von der Säntis-Schwebebahn AG und wie die frühere Bahngesellschaft auch als Säntisbahn bezeichnet, ist eine Bergbahn in der Ostschweiz. Sie führt von der Schwägalp auf 1360 m ü. M. auf den Säntis (2501,9 m ü. M.).

## Lage
Die Anlage befindet sich im äussersten Süden des Gemeindegebiets von Hundwil. Die Talstation der Seilbahn liegt auf 1350,50 m ü. M., die Bergstation auf 2472,98 m ü. M., dies entspricht einer Höhendifferenz von 1122,48 Metern, die in 10 Minuten überwunden wird.
Von der Kantonsstrasse von Urnäsch (Kanton Appenzell Ausserrhoden) nach Neu St. Johann im Toggenburg (Kanton St. Gallen) zweigt etwas nördlich der Passhöhe eine Zufahrtsstrasse zur Talstation auf der Schwägalp ab. Von Urnäsch und Nesslau aus führen Postautokurse auf die Schwägalp.

## Geschichte
Die erste Luftseilbahn von der Schwägalp auf den Säntis wurde 1933 bis 1935 von der Leipziger Bleichert Transportanlagen GmbH erstellt, nachdem mehrere Projekte, den Säntis von den Wasserauen oder Unterwasser aus mit einer Zahnradbahn zu erschliessen, gescheitert waren. Sie hat eine Länge von 2307 Metern und überwindet einen Höhenunterschied von 1123 Metern.
1960 wurden die Kabinen der Seilbahn durch grössere Kabinen ersetzt. Zwischen 1968 und 1976 wurde die Seilbahn auf den Säntis komplett neu gebaut. Im Jahr 2000 wurden neue Seilbahnkabinen angeschafft. Die LSS gehört zu den bestfrequentierten Bergbahnen der Schweiz.
Im Sommer 2026 (von Mai bis Oktober) wird der Betrieb der Bahn eingestellt, um sie komplett neu zu bauen. Die neue Bahn wird nur noch eine Stütze haben. Das Projekt "Schwebebahn 2026" soll 22,7 Millionen Franken kosten.

## Bildergalerie

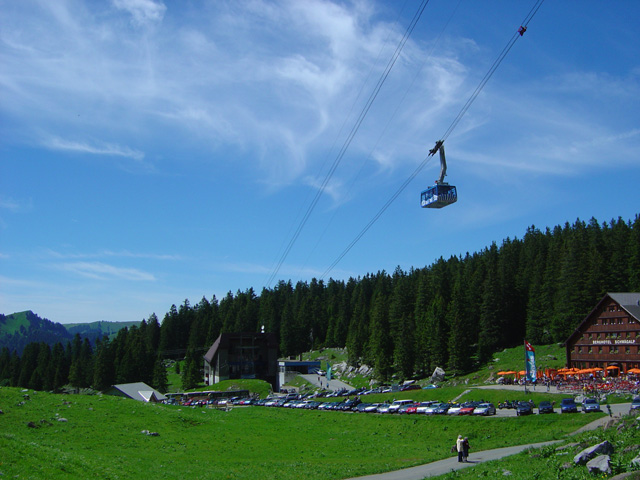
Talstation und blaue Kabine
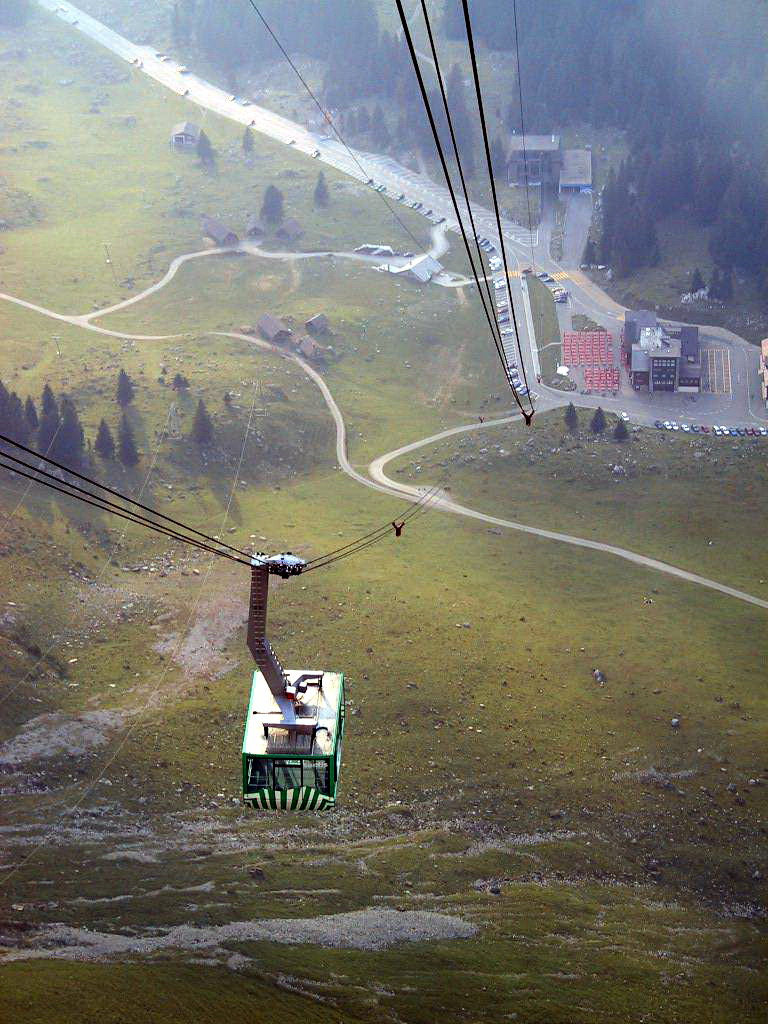
Blick: Richtung Schwägalp, im Bild die grüne Kabine
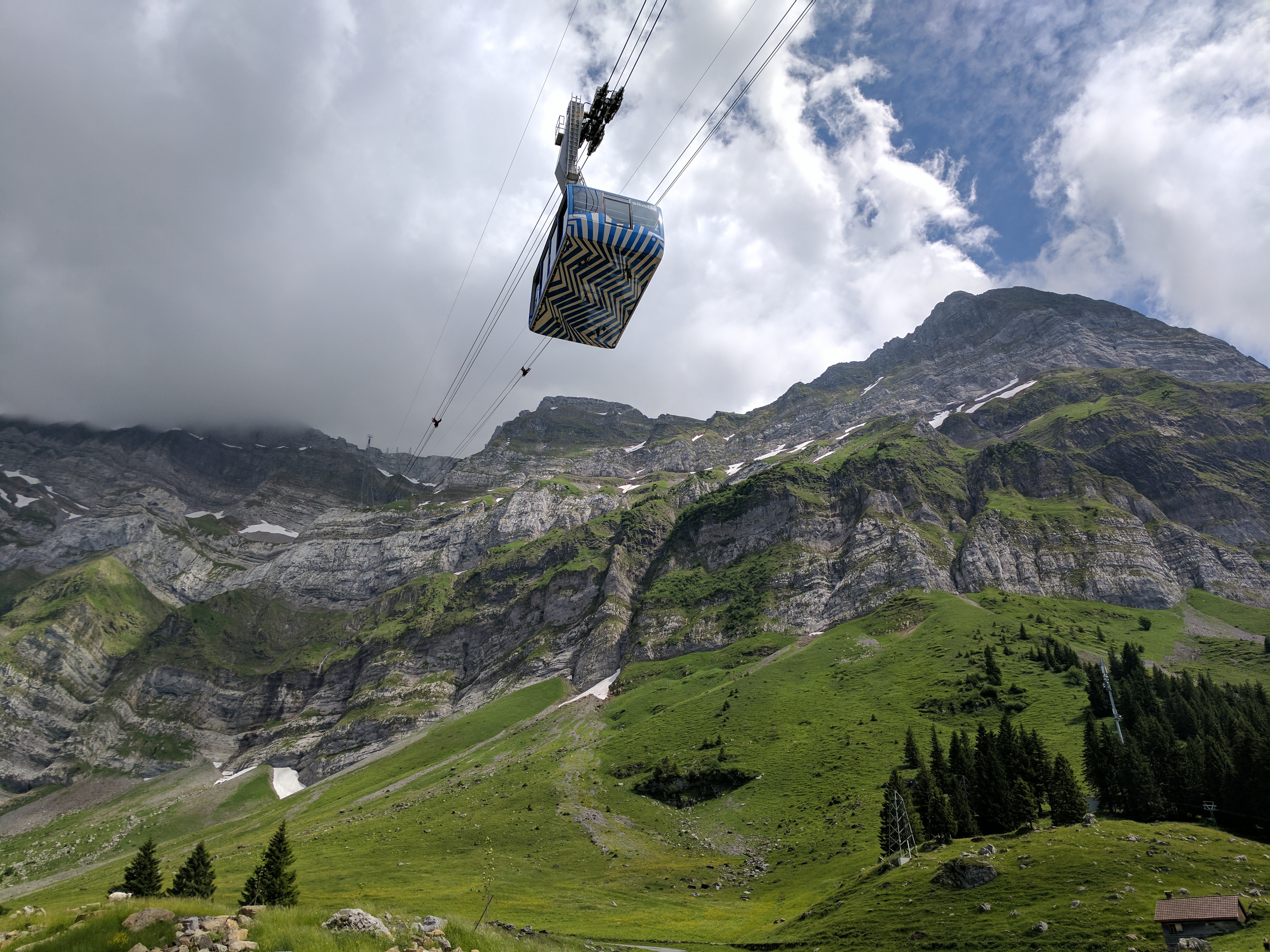
Blick: Richtung Berg, während die blaue Kabine in der Talstation eintrifft
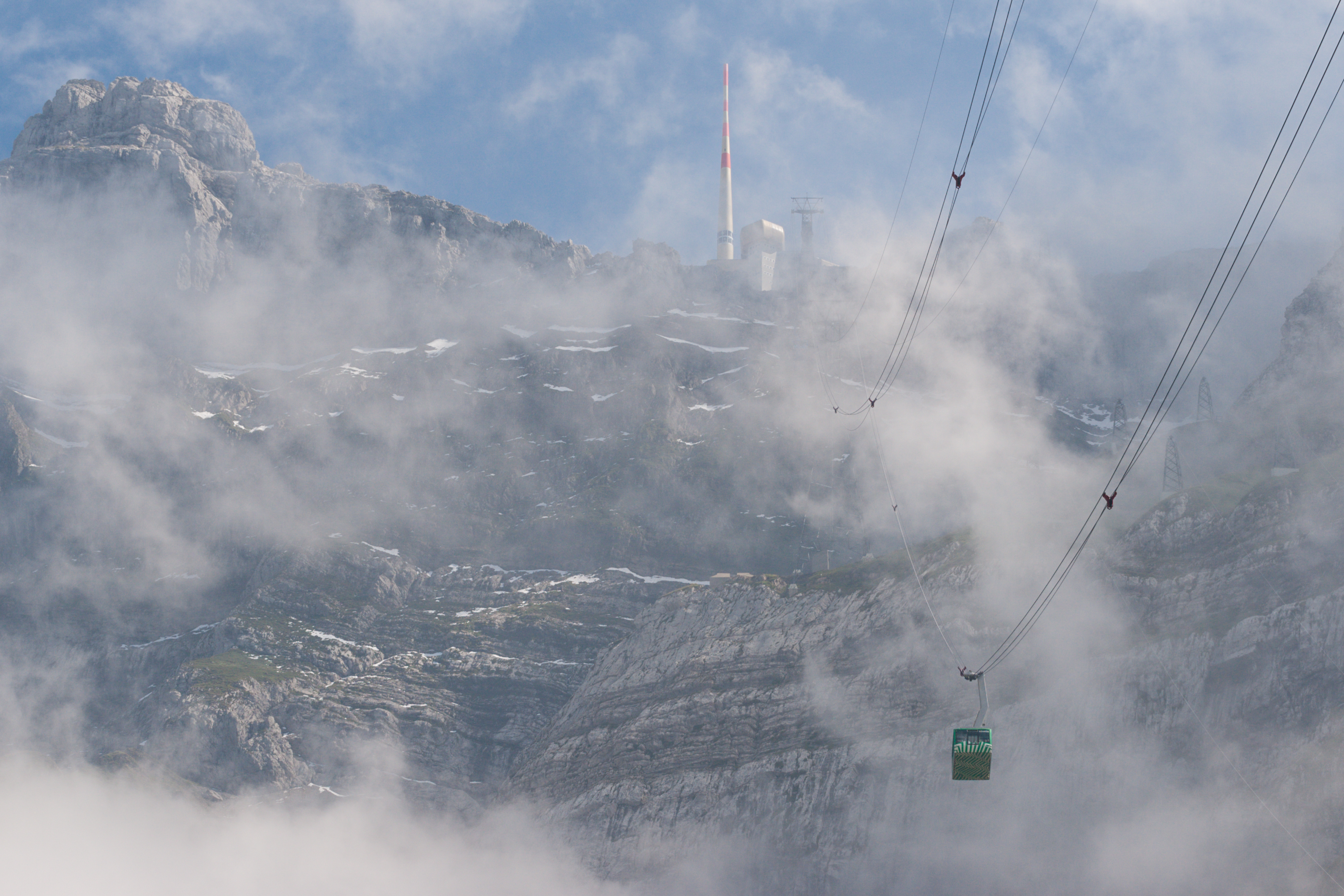
Luftseilbahn zum Säntis
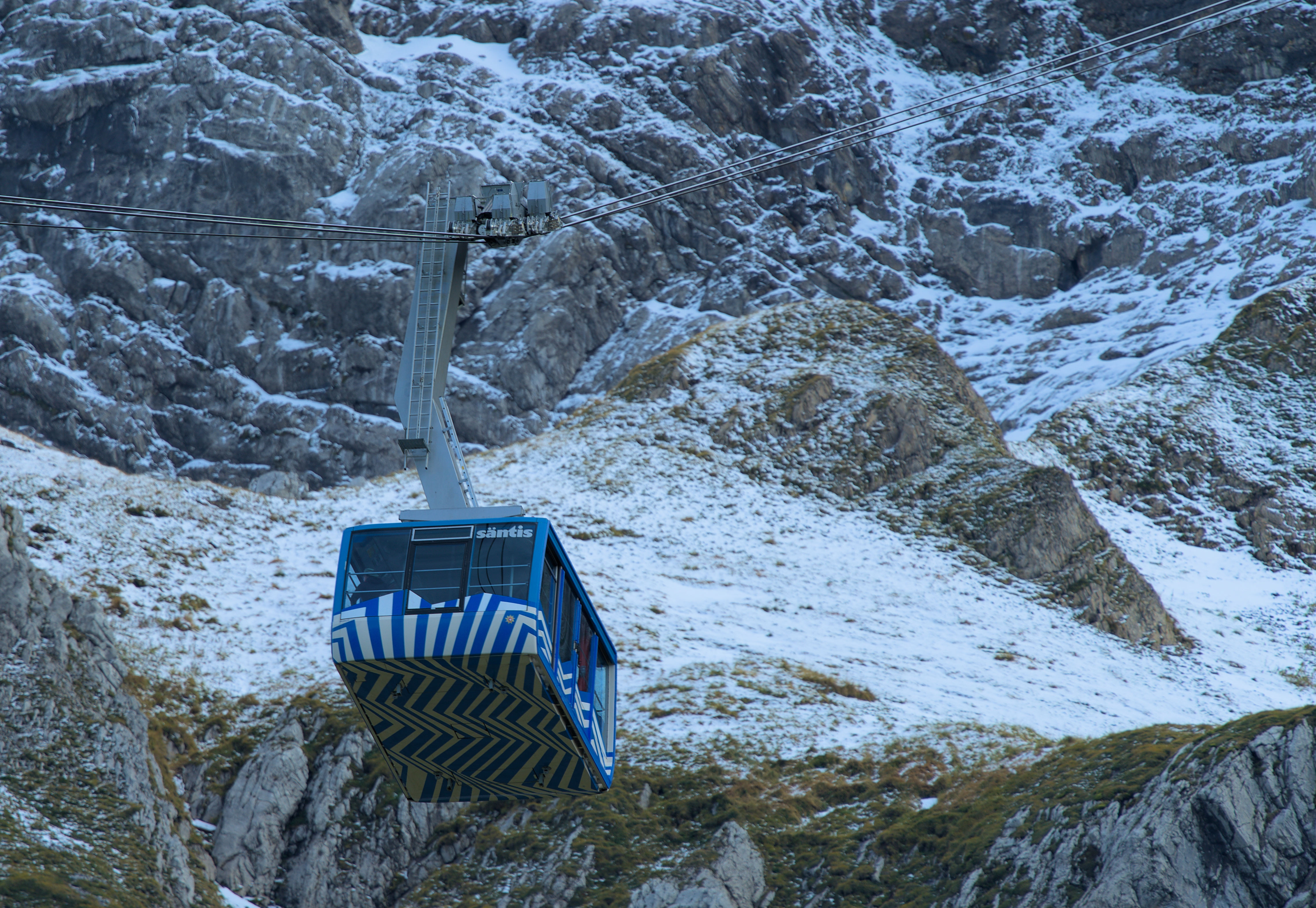
Säntis Schwebebahn 2020
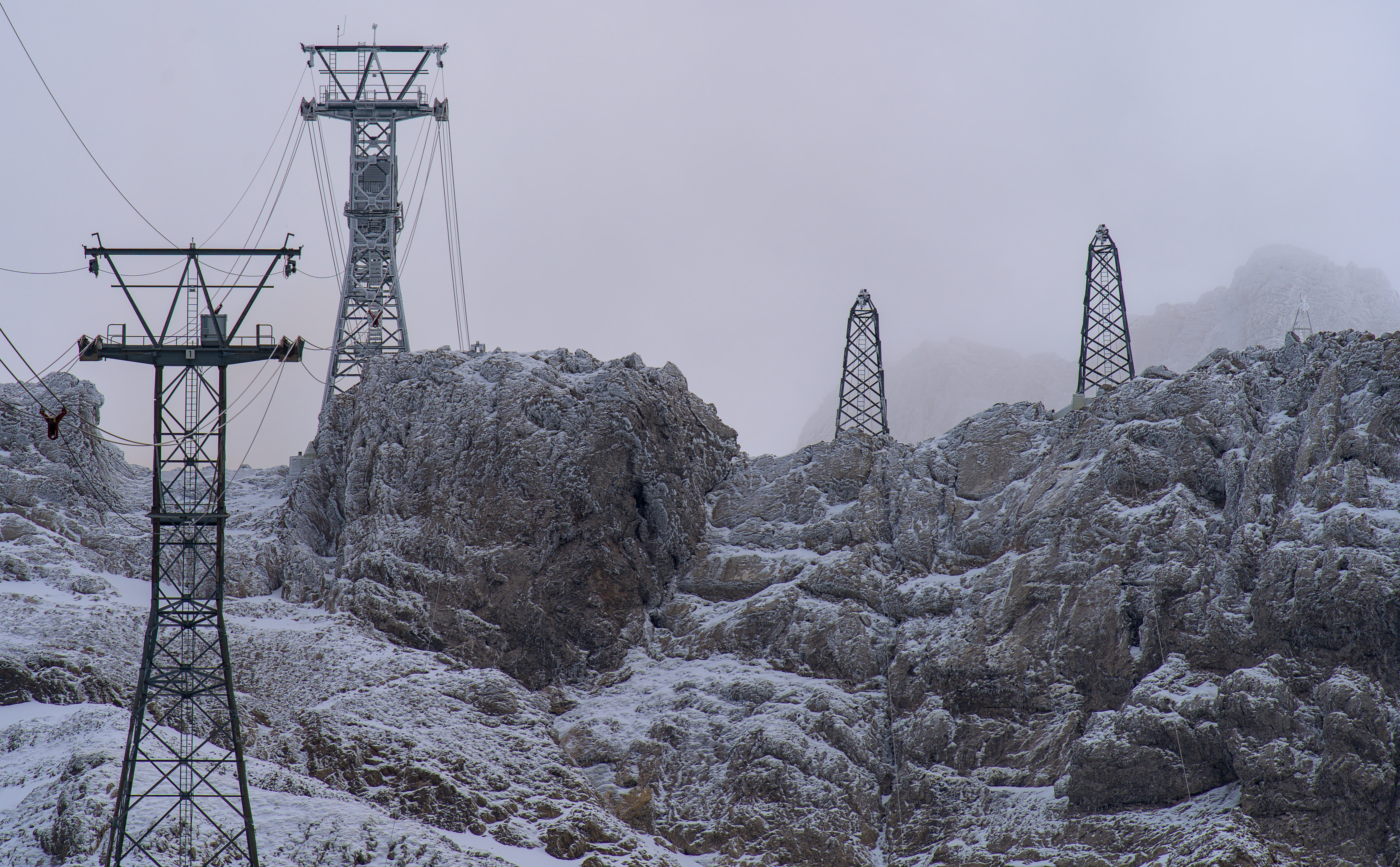
Säntis Seilbahn 1&2 Stütze
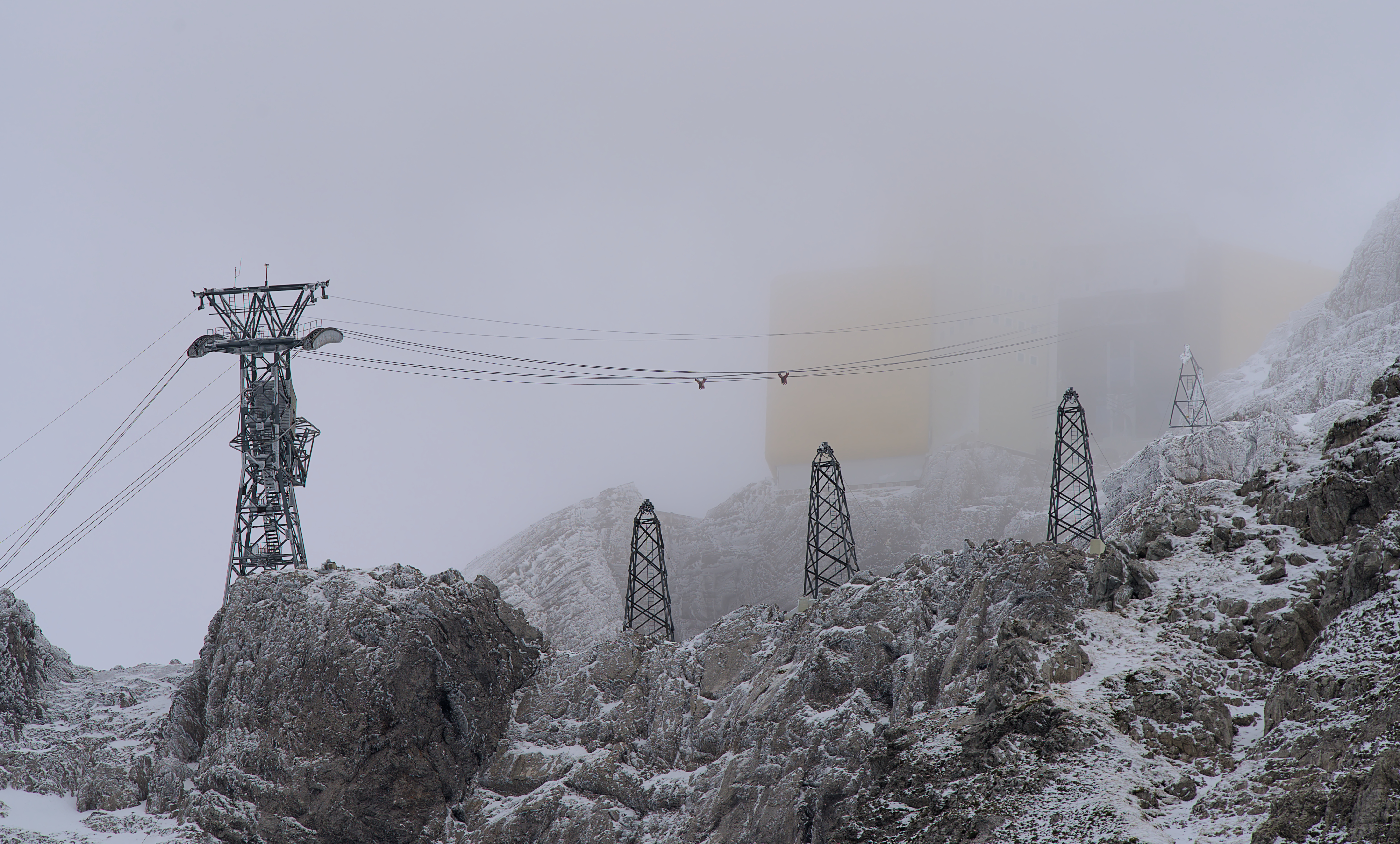
Säntis Seilbahn 2 Stütze

## Unternehmen
Zum Unternehmen Säntis-Schwebebahn AG gehört neben der Schwebebahn zusätzlich das Hotel Säntis inklusive Seminar- und Tagungsstätte auf der Schwägalp. Insgesamt machte das Unternehmen im Jahr 2020 einen Umsatz von 17,3 Mio. CHF.

## Lawinen im Winter 2019
Am 10. Januar 2019, während der Alpen-Starkschneefälle, traf eine Lawine vom Säntis her kommend einen Teil des 2015 neu erstellten Hotels auf der Schwägalp. Der Standort galt bisher als lawinensicher, liegt aber in  als gefährdet ausgewiesenem Gebiet. Eine zweite Lawine am Säntis hat die unterste Stütze der Säntisbahn in der Nacht vom 13. auf den 14. Januar 2019 beschädigt. Der Betrieb musste zur Reparatur während mehrerer Monate bis zum 29. Mai 2019 eingestellt werden.